# Pierre Desloges
Pour les articles homonymes, voir Desloges.
Pierre Desloges, né au Le Grand-Pressigny, le 20 septembre 1742, de parents bourgeois parisiens, est devenu sourd à l’âge de sept ans à la suite de la variole qui lui a abimé le visage et fait perdre toutes ses dents.

## Biographie
Relieur de métier et colleur de papier pour meubles, il a écrit en 1779 ce qui est considéré comme le premier livre publié par une personne sourde, dans lequel il recommande l'utilisation d'une langue signée pour l'éducation des enfants sourds.
Dans cet ouvrage, il décrit également le fonctionnement de la communauté sourde parisienne, et des processus qui permettent à un sourd de pouvoir trouver sa place dans la société parisienne. Son témoignage nous éclaire également sur le fait qu'un sourd est loin d'être isolé dans une ville aussi dynamique que Paris. 
De plus, il décrit également quelques signes de son temps, comme le signe de Pape, qu'il décrit comme trois couronnes empilées sur une tiare, le tout surmonté d'une croix. Cela correspond à la description de la tiare pontificale que les papes portent en ce temps. 
Il a également écrit deux autres livres, et un rapport concernant les Petites Maisons, asile pour pauvres, dont il déplore la dureté des conditions de vie, avant de disparaître après 1794. Son rapport sera utilisé par François Alexandre Frédéric de la Rochefoucauld-Liancourt, puis par le fils de celui-ci, Frédéric-Gaetan de la Rochefoucauld-Liancourt, alors ministre de la justice durant la Restauration.
En 1792, il change de prénom pour prendre celui d'Esope, afin de suivre le climat révolutionnaire de ces années, et de souligner sa fliliation avec le fameux Ésope de l'antiquité.